# Тип 87 (транспортёр боеприпасов)
тип 87 (яп. 87式砲側弾薬車) — японский гусеничный транспортёр боеприпасов.

## История создания и производства
В 1984 году в вооружённых силах Японии началась замена американских 203,2-мм самоходных гаубиц М115 на 203,2-мм самоходные гаубицы М110А2, в ходе которой было отмечено, что перевозимый боекомплект М110А2 составляет только два снаряда.
В вооружённых силах США для транспортировки снарядов использовался 6-тонный гусеничный транспортёр M548 (на базе бронетранспортёра M113), однако на вооружении японской армии этих машин не имелось, в связи с чем военно-политическим руководством Японии была поставлена задача разработать и освоить выпуск собственного транспортёра боеприпасов на основе бронетранспортёра "тип 73". В результате, в 1985 году компанией "Hitachi" был создан транспортёр, после завершения испытаний принятый на вооружение под названием "тип 87".
Производство транспортёров "тип 87" было освоено на предприятиях "Хитати сэйсакусё" в городах Цутиура и Хитати. В 2001-2004 гг. стоимость одной бронемашины составляла 1,7 млн. долларов США, поэтому объёмы их производства составляли 1 шт. в год.

## Описание
Транспортёр "тип 87" оснащён стреловым подъёмным краном и перевозит 50 шт. 203,2-мм снарядов.
На крыше кабины может быть установлен 12,7-мм пулемёт.

## На вооружении
- Япония[2] — по данным отчётов Японии в ООН, в 1999 году на вооружении имелось 65 транспортёров "тип 87"[4], к 2006 году их количество было увеличено до 78[5], однако начавшийся в 2008 году экономический кризис осложнил положение в экономике страны и привёл к изменению структуры военных расходов. Началось сокращение военной техники сухопутных войск. В 2012[5] - 2016 гг. на вооружении оставалось 66 транспортёров "тип 87", но в 2017 году их количество сократилось до 50[6], в 2018 году - до 40 шт.[7]; в 2021 году на вооружении оставалось 30[8], в 2023 году - 8 транспортёров[9].